# Namecheap
Namecheap é uma registrar de domínio autorizada pelo ICANN, e uma companhia de hospedagem web, sediada em Los Angeles, Califórnia. A companhia alega gerenciar mais de 7 milhões de nomes de domínio de aproximadamente 3 milhões de clientes

## Defesa anti-SOPA
Namecheap manteve uma posição fortemente anti-SOPA.

Após a posição pró-SOPA da grande registrar GoDaddy ter causado uma enormidade de propostas de boicote à GoDaddy no Reddit, Namecheap anunciou o Move Your Domain Day (Dia de Mover Seu Domínio) para 29 de dezembro de 2011, oferecendo um preço reduzido para os cupons com código "SOPASucks" (SOPAéumamerda) e declarando que doaria à Electronic Frontier Foundation US$1 para cada transferência de domínio.